# HvanA
HvanA is het journalistiek onafhankelijke medium voor studenten en medewerkers van de Hogeschool van Amsterdam.

## Geschiedenis
Het medium komt voort uit universiteitsblad Folia, dat wordt uitgegeven door de Stichting Folia Civitatis en wordt gemaakt voor medewerkers en studenten van de Universiteit van Amsterdam, en uit hogeschoolblad Havana, dat werd gemaakt voor de Hogeschool van Amsterdam. Beide bladen fuseerden in 2011 om te groeien naar een platform voor iedereen die geïnteresseerd is in onderwijs. Zeven jaar later, per 1 januari 2018, zijn de media in navolging van een splitsing van het bestuur van de Universiteit van Amsterdam en de Hogeschool van Amsterdam weer gesplitst. De Stichting Folia Civitatis maakte tot december 2020 zowel HvanA als Folia. Vanaf januari 2021 is stichting HvanA verantwoordelijk voor publicatie. De redactie is journalistiek onafhankelijk, hetgeen geregeld is in een redactiestatuut.

## Samenwerking Folia en HvanA
Folia's hoofdredacteur Altan Erdogan werd de eerste hoofdredacteur van HvanA. De redactiecoördinatie kwam in handen van de Nederlandse journalist Daniël Rommens, die eerder voor Folia werkte. Folia en HvanA werken nog regelmatig samen. Zo publiceerden ze in 2020 nog de resultaten van een enquete waaruit bleek dat driekwart van de Amsterdamse studenten het onderwijs als gevolg van de coronacrisis een onvoldoende gaf. Ook de lokale omroep AT5 werkte mee aan dat onderzoek.
Sinds oktober 2022 is Paul Disco hoofdredacteur van HvanA.

## Ontwerp
Het ontwerp van de website van HvanA werd in 2018 in Oslo bekroond met een European Design Award.